# Сяркилахти
Сяркилахти (фин. Särkilahti) — один из районов города Турку, входящий в территориальный округ Хирвенсало-Какскерта.

## Географическое положение
Район расположен в центральной части острова Хирвенсало и не имеет выхода к побережью Архипелагового моря.

## Население
Район входит в число малозаселённых регионов Турку. В 2004 году численность населения района составляла 111 человек, из которых дети моложе 15 лет — 10,81 %, а старше 65 лет — 23,42 %. Финским языком в качестве родного владели 91,89 %, шведским — 6,31 %, а другими — 1,80 % населения района.